# Victor Spinetti
Vittorio Giorgio Andre „Victor” Spinetti (ur. 2 września 1929 w Cwm w hrabstwie Blaenau Gwent, zm. 18 czerwca 2012 w Monmouth) – walijski aktor, pisarz i poeta. W czasie 50-letniej kariery wystąpił w kilkudziesięciu filmach i sztukach teatralnych, znany jest przede wszystkim z filmów zespołu The Beatles – Help! (1965) i Magical Mystery Tour (1967). W 1965 otrzymał Tony Award za występ w Oh, What a Lovely War. 

## Wybrana filmografia
- 1964: Becket jako French Tailor
- 1965: Help! jako Foot
- 1967: Poskromienie złośnicy jako Hortensjo
- 1967: Magical Mystery Tour jako sierżant armii
- 1970: Zacznijcie rewolucję beze mnie jako książę d’Escargot
- 1974: Mały Książę jako historyk
- 1975: Powrót Różowej Pantery jako ślepy facet Hotel Concierge
- 1976: Przeklęty rejs jako dr Erich Strauss
- 1991: Księżniczka i chochliki jako Glump (głos)